# Palais Jamaï
Le Palais Jamaï ou Dar Jamaï est un palais de Fès (Maroc) qui a été transformé en hôtel de luxe.

## La famille Jamaï
Le Palais Jamaï a été construit en 1879 par Si Mohammed ben Arbi el Jamaï, grand Vizir du Sultan Moulay Hassan 1er (1836-1873-1894). Son architecte est le même que le grand Vizir utilisera pour construire son palais de Meknes Dar Jamaï en 1882.
À la mort du sultan en 1894, en disgrâce du nouveau sultan Abd El Aziz (1878-1943), deux membres de la famille Jamaï (le grand Vizir et le ministre de la Guerre) sont emprisonnés à Tétouan. La famille est dispersée, ses biens confisqués.
La famille Jamaï récupère ses biens plus tard. Au temps du Protectorat le Palais Jamaï est vendu en 1929. La Compagnie Générale Transatlantique par l’intermédiaire de sa filiale des Grands Hôtels Nord-Africains (SVHNA) achète le bâtiment. Cette transaction ne fut pas facile : « Cette acquisition un vrai conte arabe fut scellée par un acte signé d'une quarantaine d'héritiers du Grand Vizir et forme un gros rouleau de parchemin enluminé, enfermé dans un coffre de bois précieux, ouvragé et cadenassé ! Mais cela, après d'interminables tractations qui débutèrent en 1923, et de multiples obstacles dont le moindre ne fut pas d'obtenir le départ des femmes qui peuplaient le harem et qui refusaient obstinément d'évacuer le palais. Les cinq derniers héritiers, retranchés dans le maquis inextricable de la procédure marocaine, mirent quatre ans avant d'apposer en 1929 leurs signatures au bas du fameux parchemin. »

## Hôtel

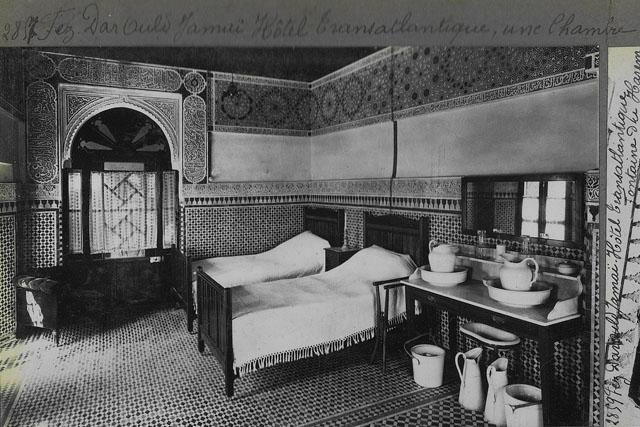
Une chambre du Palais Jamaï, reconverti en hôtel.

La Société des voyages et hôtels nord-africains le transforme en hôtel pour le logement des touristes des auto-circuits nord-africains. En 1927 elle le fait agrandir par l’architecte Edmond Gourdain (1885-1968).
Mais après la déconfiture de la Transat en 1931, la situation désastreuse dans laquelle la SVHNA est placée se répercute très dangereusement sur cette dernière. Après de laborieuses tractations, l’hôtel Palais Jamaï est racheté par la  Cie des Chemins de fer du Maroc (CFM).
Après la fin du Protectorat en 1956, l’Office national des chemins de fer (ONCF) est constitué le 1er janvier 1963 par le rachat des trois concessions qui relient l'ancienne capitale marocaine Fès à l'Atlantique. L’une d’entre elles est la Compagnie des chemins de fer du Maroc (CFM)) qui possède le palais.
En 1998, l’ONCF cède l’hôtel en location-gérance, pour une période de vingt ans, au groupe Accor qui l’exploite sous le label Sofitel. Le groupe investit cinquante quatre millions de dirhams (5 millions d’euros) pour la rénovation du palais. En décembre 2014 le groupe Accor met fin à sa gérance et ferme l’hôtel.
L’ONCF reprend le palais Jamaï de Fès et annonce le 5 janvier 2015 que l’hôtel devra être réaménagé et débaptisé et qu’il sera renommé en Mamounia. Mais en septembre 2016 le Palais Jamaï est toujours fermé, les travaux n’ont pas commencé et l’hôtel est à l’abandon.
En juillet 2017, l'ONCF à l'aide d'une nouvelle filiale, «La société Palais Jamai SA», prévoit de mobiliser plus de 570 millions de DH (51 millions d'euros) pour le financement de la rénovation de ce mythique hôtel de Fès qui devrait être opérationnel en 2019.